# Trileptium parisetum
Trileptium parisetum är en rundmaskart som beskrevs av Suzanne I. Warwick och Platt 1973. Trileptium parisetum ingår i släktet Trileptium och familjen Enoplidae. Inga underarter finns listade i Catalogue of Life.